# 2. Jagddivision
Die 2. Nachtjagddivision/2. Jagddivision war ein Verband der Luftwaffe der Wehrmacht im Zweiten Weltkrieg.

## Geschichte
Die 2. Nachtjagddivision wurde am 1. März 1942 in Stade aus der Flakscheinwerfer-Division 2 unter dem XII. Fliegerkorps gebildet und am 1. Oktober 1942 in die 2. Jagddivision umbenannt. Diese führte Jagdfliegerverbände im nordwestdeutschen Raum und war verantwortlich für die Aufklärung und Abwehr feindlicher Einflüge in diesem Raum.
Die Division unterstand dem XII. Fliegerkorps des Luftwaffenbefehlshabers Mitte, dem I. Jagdkorps und dem IX. (J) Fliegerkorps der Luftflotte Reich.

## Personen

### Divisionskommandeur
| Dienstgrad   | Name                   | Datum                                 |
| ------------ | ---------------------- | ------------------------------------- |
| Generalmajor | Walter Schwabedissen   | 1. Mai 1942 bis 30. September 1943    |
| Oberst       | Max-Josef Ibel         | 1. Oktober 1943 bis 31. Dezember 1944 |
| Oberst       | Gustav-Siegfried Rödel | 1. Januar 1945 bis 8. Mai 1945        |

### Erster Generalstabsoffizier
| Dienstgrad     | Name                         | Datum                                 |
| -------------- | ---------------------------- | ------------------------------------- |
| Major          | Hans Busolt                  | 1. März 1942 bis 15. Dezember 1943    |
| Major          | Ernst-Hubert Schaller-Kalide | 16. Dezember 1943 bis 12. Januar 1944 |
| Major          | Erich Bode                   | 12. Januar 1944 bis 20. Februar 1944  |
| Oberstleutnant | Karl von Knauer              | 13. Juli 1944 bis 15. Februar 1945    |
| Major          | Kurt Hetze                   | 15. Februar 1945 bis 8. Mai 1945      |

## Unterstellung
| Unterstellung        | von            | bis            |
| -------------------- | -------------- | -------------- |
| XII. Fliegerkorps    | 1. Mai 1942    | September 1943 |
| I. Jagdkorps         | September 1943 | Januar 1945    |
| IX. (J) Fliegerkorps | Januar 1945    | 8. Mai 1945    |

## Unterstellte Verbände
| 31. Dezember 1942 | |
| --- | --- |
| 31. Dezember 1942 | Jagdfliegerführer Deutsche Bucht; III./Jagdgeschwader 1; Stab, I., II. und III./Nachtjagdgeschwader 3 |
| 15. Februar 1944 | |
| Jagdabschnittsführer Dänemark; II. / Jagdgeschwader 3; Stab, I., II. und III./Jagdgeschwader 11; Stab und III./Zerstörergeschwader 26; III./Jagdgeschwader 302; III./Nachtjagdgeschwader 1; Stab, I. und III./Nachtjagdgeschwader 3 | |
| 25. Mai 1944 | |
| Jagdabschnittsführer Dänemark; Stab, I., II. und III./Jagdgeschwader 11; I./Jagdgeschwader 400; Stab, I., II., III. und IV./Nachtjagdgeschwader 3                                                                                   | |
| 29. November 1944 | |
| Jagdabschnittsführer Dänemark; Kommando II./Nachtjagdgeschwader 1; II. und III./Nachtjagdgeschwader 2; Stab, II., III. und IV./Nachtjagdgeschwader 3; Stab und II./Nachtjagdgeschwader 4; III./Nachtjagdgeschwader 5                | |